# Elke Vesper
Elke Vesper (Pseudonym: Elke Jacobsen, * 2. April 1949 in Hamburg) ist eine deutsche Schriftstellerin.

## Leben
Ab 1970 studierte sie an der Universität Köln Germanistik, Romanistik, Geschichte, Philosophie und Psychologie. 1982 promovierte sie mit einer Dissertation über ein Thema aus dem Gebiet der französischen Literatur zum Doktor der Philosophie. Gleichzeitig absolvierte sie eine Ausbildung zur Fremdsprachenkorrespondentin für Englisch, Französisch und Spanisch sowie Lehrerin und Tanztherapeutin.
Elke Vesper lebte ein Jahr in Frankreich und neun Jahre in Spanien und übte mehrere Berufe aus. Sie hat drei erwachsene Kinder und lebt jetzt abwechselnd in Hamburg und an der spanischen Costa Blanca und arbeitet als freie Schriftstellerin.
Sie ist außerdem mit einer Praxis als Heilpraktikerin für Psychotherapie in Hamburg ansässig.
Elke Vesper veröffentlicht seit 1983 erzählende Werke, in denen sie – häufig in der Form von historischen und Familienromanen – Frauenschicksale schildert. Sie ist Mitglied des Verbands Deutscher Schriftsteller, für dessen Kölner Bezirk sie zeitweise als Sprecherin fungierte.

## Werke
- Freier Fall, Dortmund 1983
- Existentialismus und sozialistischer Realismus in der modernen französischen Autobiographie, Köln 1984
- Fremde Schwestern, Dortmund 1984
- Beinah Liebe, Dortmund 1986
- Schutzhäute, Dortmund 1986
- Vom Schwarzen Meer bis Leningrad, Hamburg 1988
- Schreckliche Maria, Hamburg 1991
- Kiki, Hamburg 1994
- Die goldene Dame, Bern [u. a.] 1998
- 101 Nacht, Bern [u. a.] 1999 (unter dem Namen Elke Jacobsen)
- Das Geheimnis des Australiers, Hamburg 2003
- Ist unsere Liebe noch zu retten?, Frankfurt, M. 2010
- Wolkenrath Saga Reihe
  - Die Frauen der Wolkenraths, Frankfurt, M. 2007
  - Die Träume der Töchter, Frankfurt, M. 2009
  - Die Wege der Wolkenraths, Frankfurt, M. 2010
  - Der Wille zur Liebe, Frankfurt, M. 2013
  - Verlust und Aufbruch, Frankfurt, M. 2018